# Ecosocialist International Network
Das Ecosocialist International Network ist ein offener Zusammenschluss Ökosozialistischer Bewegungen weltweit. Gründungsmitglied ist unter anderem der kanadische Ökosozialist Ian Angus.

## Tätigkeiten
Das Netzwerk verbindet nationale Organisationen aus dem Ökosozialistischen Bereich und veranstaltet Internationale Konferenzen, auf denen Deklarationen zur weltweiten ökologischen und politischen Situation abgegeben werden. Bekannte Referenten erläutern in Vorträgen die Politik des Bündnisses. Einer der führenden Aktivisten des Netzwerkes ist der US-Amerikaner Joel Kovel.
Im Jahre 2013 stellte das Netzwerk jegliche Aktivitäten ein.